# Lucius Saevinius Proculus
Lucius Saevinius Proculus (vollständige Namensform Lucius Saevinius Luci filius Quirina Proculus) war ein im 2. Jahrhundert n. Chr. lebender römischer Politiker. Durch eine Inschrift, die in Ancyra gefunden wurde und die auf 177 datiert wird, sind einzelne Stationen seiner Laufbahn bekannt. Seine Laufbahn ist in der Inschrift als cursus inversus, also in absteigender Reihenfolge wiedergegeben.
Proculus war zunächst für ein Jahr Quaestor in der Provinz Sicilia. Nach der Quaestur wurde er Volkstribun sowie Praetor. Seine erste Position nach der Praetur führte ihn für ein Jahr als Legatus pro praetore erneut in die Provinz Sicilia, wo er dem dortigen Statthalter zugeordnet war. Danach wurde er als Legatus pro praetore dem Statthalter in der Provinz Asia zugeteilt. Während seines dortigen Aufenthalts wurde er mit Sonderaufträgen in den Verwaltungsbezirk der Kykladen entsandt. Durch eine weitere Inschrift in griechischer Sprache, die in Ephesos gefunden wurde, kann seine Amtszeit in Asia auf etwa 166 (bzw. um 166/169) datiert werden. Im Anschluss war er um 168/170 (bzw. um 166/167) iuridicus per Flaminiam et Transpadum.
Als nächste Stufe in seiner Karriere übernahm Proculus um 170 bis 172 als Legatus legionis das Kommando über die Legio XXX Ulpia Victrix, die ihr Hauptlager in Vetera in der Provinz Germania inferior hatte. Danach wurde er um 173/174 Statthalter (Proconsul) in der Provinz Creta et Cyrene, um 174/175 bis 176/177 Statthalter (Legatus Augusti pro praetore) in der Provinz Cilicia und um 177/178 bis 179/180 Legatus Augusti pro praetore in der Provinz Galatia. Da er in der Inschrift aus Ancyra als consul designatus bezeichnet wird, dürfte er in den letzten Monaten des Jahres 180 einen Suffektkonsulat erreicht haben.
Proculus war in der Tribus Quirina eingeschrieben. Möglicherweise war Saevinius Proculus sein Sohn. Die Inschrift in Ancyra wurde durch die beiden Cornicularii Valerius Papirianus und Pompeius Cimaeus errichtet.